# Чурунга, Андрей
Андрей Чурунга (рум. Andrei Ciurunga), при рождении Роберт Эрманович Эйзенбраун — нем. Robert Eisenbraun — румынский писатель, родом из Бессарабии.

## Биография
Эйзенбраун родился в Кагуле, в то время входившем в состав Румынии, в семье бессарабских немцев. Он учился в школе в Кагуле и в средней школе в Болграде. Он был членом железной гвардии. После передачи Бессарабии в Советский Союз он укрылся со своей семьей в Брэйле.
После 1944 года, когда в Румынии начал устанавливаться коммунистический режим, он начал публиковать антисоветские и антикоммунистические статьи. В результате в феврале 1950 года он был арестован коммунистическими властями и приговорен к 4 годам тюремного заключения. Он был закрыт в Галати и Жилаве, затем отправлен на канал Дунай-Черное море. Он был выпущен в мае 1954 года.
Ему было запрещено публиковать другие стихи. Он работал кладовщиком на стройплощадке, дежурным, носильщиком, бухгалтером и учителем средней школы. Несмотря на это, он продолжал публиковать морализаторские стихи для политических заключенных под другими псевдонимами. В результате он вновь арестован в 1958 году и на этот раз приговорен к 18 годам тюремного заключения. На этот раз он был заключен в тюрьму в Герле. Он был освобожден вместе со всеми политическими заключенными в июле 1964 года. Только в 1967 году Андрей Чиурунга был вновь принят в Союз писателей и начал публиковать свои работы, пока позволяла цензура.
Писатель умер в 2004 году в Бухаресте в возрасте 83 лет В его память, местная библиотека в Кагуле и улица в Кишиневе носят его имя.